# ISO 3166-2:KN
ISO 3166-2:KN è uno standard ISO che definisce i codici geografici delle suddivisioni di Saint Kitts e Nevis; è un sottogruppo dello standard ISO 3166-2.
I codici sono assegnati ai due stati di Saint Kitts e di Nevis (formati da KN-, sigla ISO 3166-1 alpha-2 dello Stato, seguito da una lettera) e alle 14 parrocchie (KN- più due cifre).

## Codici

### Stati
| Codice | Stato       |
| ------ | ----------- |
| KN-K   | Saint Kitts |
| KN-N   | Nevis       |

### Parrocchie
| Codice | Parrocchia                 | Stato di appartenenza |
| ------ | -------------------------- | --------------------- |
| KN-01  | Christ Church Nichola Town | Saint Kitts           |
| KN-02  | Saint Anne Sandy Point     | Saint Kitts           |
| KN-03  | Saint George Basseterre    | Saint Kitts           |
| KN-04  | Saint George Gingerland    | Nevis                 |
| KN-05  | Saint James Windward       | Nevis                 |
| KN-06  | Saint John Capisterre      | Saint Kitts           |
| KN-07  | Saint John Figtree         | Nevis                 |
| KN-08  | Saint Mary Cayon           | Saint Kitts           |
| KN-09  | Saint Paul Capisterre      | Saint Kitts           |
| KN-10  | Saint Paul Charlestown     | Nevis                 |
| KN-11  | Saint Peter Basseterre     | Saint Kitts           |
| KN-12  | Saint Thomas Lowland       | Nevis                 |
| KN-13  | Saint Thomas Middle Island | Saint Kitts           |
| KN-15  | Trinity Palmetto Point     | Saint Kitts           |